# 安东尼氏族
安东尼氏族（男性成员以Antonius为名字中的氏族名部分，女性成员以Antonia为名字中的氏族名部分）是古罗马的一个著名的平民氏族。在罗马共和国时代，该氏族属于最显赫的家族之一，产生过几位罗马最重要的统帅和政治家。
安东尼氏族宣称他们是希腊神话中最伟大的英雄赫剌克勒斯的儿子安东的后代。 

## 著名的男性成员
- 注意：这里只列出了部分安东尼氏族的男性成员的血缘关系。

```
马克·安东尼·奥雷托尔
 
 |
 |--
马克·安东尼·克里提库斯
 
 |   |
 |   |--
马克·安东尼

 |   |   |
 |   |   |--
马克·安东尼·安泰鲁斯

 |   |   |
 |   |   `--
尤利乌斯·安东尼

 |   |       |
 |   |       `--
卢基乌斯·安东尼 (马克·安东尼的孙子)

 |   |
 |   |--
盖乌斯·安东尼

 |   |
 |   `--
卢基乌斯·安东尼
 
 |
 `--
盖乌斯·安东尼·希布里达
```

马克·安东尼（前83年~前30年）是安东尼氏族最著名的成员。他是尤利乌斯·恺撒的部将，在恺撒死后是执政的后三头集团之一。在与屋大维争夺罗马政权的斗争中，马克·安东尼最终失败。
马克·安东尼有一个叔叔叫盖乌斯·安东尼，但我们无法完全确定此人的身份。有两个安东尼可能符合条件：盖乌斯·安东尼·希布里达，和盖乌斯·安东尼·涅波斯。老普林尼提到“希布里达”作为某人的称号实际上是“杂种”的意思，并举了与西塞罗同时任执政官的“盖乌斯·安东尼”为例子。因此，希布里达和涅波斯也可能是同一个人。

## 著名的女性成员
- 尤利娅·安东尼娅
- 大安东尼娅
- 小安东尼娅
- 克劳迪娅·安东尼娅

## 其他
- 罗马帝国时代的几位皇帝：加尔迪安一世，加尔迪安二世和加尔迪安三世也属于安东尼氏族，但他们不是马克·安东尼这一支。